# Karl Drais
Karl Friedrich Christian Ludwig Drais von Sauerbronn (Karlsruhe, 29 de abril de 1785 – Karlsruhe, 10 de dezembro de 1851) foi um inventor alemão, construtor da draisiana, antecessora da bicicleta moderna.

## Biografia
O Barão von Drais nasceu em Karlsruhe, com o título aristocrático de Karl Wilhelm Friedrich Christian Ludwig, Freiherr Drais von Sauerbronn, mas como ele era um democrata, não usava este título. Seu pai era o juiz de Baden, Karl Wilhelm Friedrich Ludwig von Drais, e sua mãe Margarete Ernestine von Kaltenthal. O marquês de Baden na época, Carl Friedrich von Baden, era um dos padrinhos de Karl.

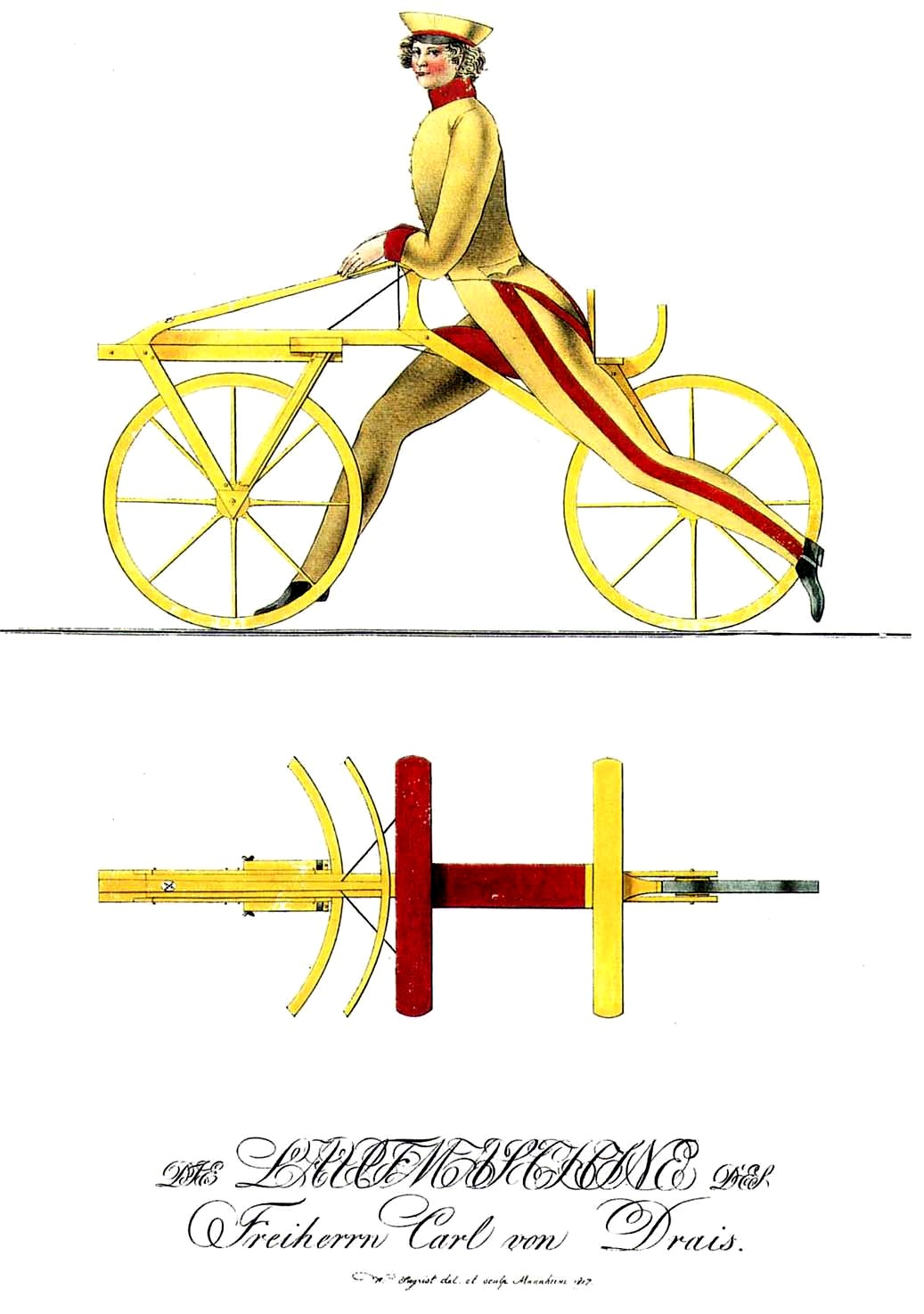
Draisiana de 1817

De 1803 a 1805, Karl Drais estudou arquitetura, agricultura e física na Universidade de Heidelberg.
A invenção mais importante de Karl Drais foi o velocípede, uma versão primitiva da bicicleta — sem pedais. Sua primeira viagem relatada, de Mannheim a Rheinau (hoje um bairro de Mannheim), aconteceu em 12 de junho de 1817. No mesmo ano ele realizou uma segunda viagem de Gernsbach a Baden-Baden.
Em 12 de janeiro de 1818, Karl Drais foi premiado com um Großherzogliches Privileg, similar à nossa atual patente (Baden não tinha lei de patentes na época). Além disso, foi nomeado professor de Mecânica pelo Grand Duke Karl Friedrich, o que foi apenas um título honorário e sem relação com qualquer universidade ou outra instituição. Ao mesmo tempo, deixou o serviço civil e continuou a receber seu salário como uma espécie de "pensão de inventor".
De 1822 a 1825, Karl Drais participou de uma expedição ao Brasil, liderada por Georg Heinrich von Langsdorff.
Há especulações de que o "Ano Sem Verão" de 1816, com seus efeitos nos cavalos e resultando problemas com os transportes, pode ter sido uma razão para a invenção do velocípede por Drais.
Faleceu na sua cidade natal, em 1851. Foi sepultado no Alter Friedhof Karlsruhe. Trasladado para o Hauptfriedhof Karlsruhe em 1891, sua sepultura é conservada por uma Associação de Ciclistas da Alemanha.

## Publicações
- Dyadik angekündigt im Bad. Magazin 1813. Nro 61. Einleitung zum Rechensystem, Kaufmann, Mannheim 1814.
- Verwandlungs-Maschine zum Ersatz des schnellsten Rechnens bey dem Feldmessen etc., C. F. Müller, Karlsruhe 1816.